# Сапар Исаков
Сапар Исаков (на киргизки: Сапар Исаков) е киргизски политик, министър-председател на Киргизстан от 26 август 2017  до 19 април 2018 г.

## Биография
Роден е в Бишкек, Киргизстан, СССР на 29 юли 1977 г. Бил е ръководител на Апарата на президента Алмазбек Атамбаев.